# SKA Lwów
SKA Lwów (ukr. Спортивний Клуб Армії (СКА) Львів, Sportywnyj Kłub Armiji Lwiw) – ukraiński klub piłkarski z siedzibą we Lwowie.

## Historia
Chronologia nazw:
- 1949—1956: OBO Lwów (ukr. ОБО Львів)
- 1957: OSK Lwów (ukr. ОСК Львів)
- 1957—1959: SKWO Lwów (ukr. СКВО Львів)
- 1960—1981: SKA Lwów (ukr. СКА Львів)
- 1982—1989: SKA-Karpaty Lwów (ukr. «СКА-Карпати» Львів)

Drużyna wojskowa OBO Lwów (ukr. ОБО — Окружний будинок офіцерів) została założona we Lwowie w 1949 roku. W 1957 roku drużyna nazywała się OSK Lwów (ukr. ОСК — Окружний спортивний клуб), w latach 1957—1959 SKWO Lwów (ukr. СКВО — Спортивний клуб військового округу), od 1960 jako SKA Lwów (ukr. СКА — Спортивний клуб армії). W sezonach 1949, 1954–1962 oraz 1966–1969 drużyna występowała w Pierwszej Lidze Mistrzostw ZSRR. W 1971 roku drużyna zajęła 23 miejsce (z 26) i została rozformowana. Dopiero w 1973 została odrodzona i występowała w rozgrywkach amatorskich. W 1974 SKA Lwów wygrał turniej w swojej grupie, ale 4 miejsce w finale nie dawało awansu do Drugiej Ligi. Jesienią 1976 kierownictwo sportowe Podkarpackiego Okręgu Wojskowego postanowiło przenieść do Lwowa wojskową drużynę SK Łuck, która występowała w Drugiej Lidze. W 1981 roku SKA Lwów zajął 9 miejsce w swojej grupie Drugiej Ligi. Inny lwowski klub Karpaty, który spadł z Wyższej Ligi zajął 11 miejsce w Pierwszej Lidze. Takie wyniki nie satysfakcjonowały władz Lwowa dlatego, powołując się na problemy finansowe, w styczniu 1982 postanowiono połączyć SKA Lwów z klubem Karpaty Lwów. Klub otrzymał nazwę SKA-Karpaty Lwów i występował w rozgrywkach Pierwszej Ligi. W klubie pozostali najlepsi piłkarze z obydwu klubów. W 1989 klub wystąpił fatalnie zajmując ostatnie 22 miejsce i spadając do Drugiej Ligi. W 1989 reaktywowano klub Karpaty Lwów. Reszta piłkarzy SKA-Karpaty przeniosła się do Drohobycza, gdzie w grudniu 1989 utworzono Sportowo-Futbolowy Klub "Drohobycz". W ten sposób klub z wielką historią przestał istnieć.
W końcu lat 90. XX wieku podjęto próbę odnowienia klubu wojskowego we Lwowie. Powstał klub SKA-Orbita Lwów, który w 2001 jako uczestnik turnieju finałowego Amatorskiej Ligi otrzymał prawo uczestnictwa w rozgrywkach profesjonalnych. Również w 2001 roku klub zagrał w finale Memoriału Ernesta Justa, w którym przegrał z Karpatami Lwów 0:1. Sezon 2001/02 w Drugiej Lidze, grupie A klub ukończył na 13 miejscu, jednak przed rozpoczęciem następnego sezonu razem z Dynamem Lwów odmówił udziału w rozgrywkach profesjonalnych i został rozwiązany.

## Sukcesy
- 1 miejsce w Klasie B ZSRR, strefie 3:

1958
- 1/8 finału Pucharu ZSRR:

1958

## Trenerzy
- 1949: ?
- 1950:  Grigorij Tuczkow

...
- 1954–04.1957:  Aleksiej Grinin
- 05.1957–12.1957:  Myrosław Turko
- 01.1958–05.1958:  Władimir Diomin
- 07.1958–12.1960:  Władimir Nikanorow
- 1961–1965:  Siergiej Szaposznikow
- 1966–06.1967:  Konstantin Kwoczak
- 07.1967–1968:  Ernest Kesłer
- 1969:  Jożef Beca
- 1970:  Ernest Kesler
- 1971:  Mychajło Rybak
- 1972–1976: reprezentował miasto Łuck
- 1977:  Ernest Kesler
- 1978: ?
- 1979:  Wołodymyr Dudarenko
- 1979–1980:  Wołodymyr Kapłyczny
- 1981:  Wołodymyr Dudarenko
- 1982–05.1984:  Nikołaj Samarin
- 06.1984–07.1986:  Wołodymyr Bułhakow
- 01.1987–05.1987:  Josyp Fałes
- 05.1987–12.1987:  Andrij Karimow
- 1988–06.1989:  Isztwan Sekecz
- 06.1989–12.1989:  Andrij Karimow

## Inne
- Karpaty Lwów